# إيان لاريبا
إيان لاريبا (بالإنجليزية: Ian Lariba)‏‏ (13 أكتوبر 1994 - 2 سبتمبر 2018) هي لاعبة تنس طاولة فلبينية، مثّلَت الفلبين في العديد من البطولات الدولية، وتنافست في حدثٍ فردي للسيدات في دورة الألعاب الأولمبية الصيفية 2016.

## روابط خارجية
- إيان لاريبا على موقع أوليمبيديا (الإنجليزية)